# Qu'est-ce qu'un auteur ?
Qu'est-ce qu'un auteur ? est une conférence de théorie littéraire donnée à la Société française de philosophie le 22 février 1969 par le philosophe, sociologue et historien français Michel Foucault .

La conférence considère la relation entre l'auteur, le texte et le lecteur; concluant que :
[L'auteur] est un certain principe fonctionnel par lequel, dans notre culture, on délimite, on exclut, on sélectionne. : ... L'auteur est donc la figure idéologique par laquelle on conjure la prolifération du sens.
Pour beaucoup[Qui ?], la conférence de Foucault répond à l'essai de Roland Barthes La Mort de l'auteur.